# Меркушев, Василий Афанасьевич
Васи́лий Афана́сьевич Мерку́шев (25 апреля 1910, Малмыжский уезд, Вятская губерния — 20 августа 1974, Ижевск) — участник Великой Отечественной войны, лётчик, подполковник, Герой Советского Союза.

## Биография
Родился 25 апреля 1910 года в деревне Кучей в бедной крестьянской семье. С 15 лет работал лесорубом.
В 1928 году по направлению Селтинского волостного комитета комсомола был направлен на учёбу в Ижевскую партийную школу, по окончании которой работал секретарём горкома комсомола, секретарём парткома фабрики в городе Ижевск.
В ряды Рабоче-крестьянской Красной Армии призван в 1931 году. По особому набору был направлен в авиационное училище города Ленинград, а затем в Одессу. В 1933 году окончил Одесскую военную авиационную школу пилотов. В 1938 году поступил на авиационный факультет Военно-политической академии имени В. И. Ленина в Москве, который окончил в 1941 году.

### Великая Отечественная война
C 3-го дня войны старший политрук Меркушев был назначен комиссаром 247-го истребительного авиаполка 1-го штурмового авиационного корпуса, а с марта 1943 года командовал 270-м истребительным авиационным полком, переименованным в феврале 1944 года в 152-й гвардейский иап.
Василий Афанасьевич Меркушев совершил около 300 боевых вылетов; сбил 2 Messerschmitt Bf.109. Был сбит, горел, падал в Сиваш. И снова летал. К августу 1943 года, майор В. А. Меркушев совершил 264 боевых вылета, сбил 12 самолётов противника. По результатам сопоставления боевых документов сторон сделан вывод, что 09 июля 1943 г. во время вылета на прикрытие штурмовиков Меркушевым в группе с Н.П. Дунаевым был сбит истребитель, который пилотировал немецкий "ас №3" Гюнтер Ралль (самолет Bf.109 сгорел, Ралль сумел выбраться).
Эпизоды из боевой биографии В.Меркушева, описанные в воспоминаниях Дважды Героя Советского Союза С.Луганского , были использованы Л.Быковым 
при создании образа Маэстро в художественном фильме В бой идут одни «старики». ( В книге С.Луганского "На глубоких виражах" В.Меркушев изображен под именем Федора Телегина). 
За образцовое выполнение боевых заданий командования, мужество, отвагу и геройство, проявленные в борьбе с немецко-фашистскими захватчиками, указом Президиума Верховного Совета СССР от 2 сентября 1943 года удостоен звания Героя Советского Союза с вручением ордена Ленина и медали «Золотая Звезда» № 1491.
Всего на счету у Василия Афанасьевича Меркушева 24 сбитых самолёта противника (по другим данным: 29).
В 1944 году, 4 июня, во время боевого вылета в ходе Ясско-Кишинёвской операции, самолёт В. А. Меркушева был сбит зенитным огнём противника, и он был взят в плен румынскими солдатами. Василий Афанасьевич сильно обгорел, получил осколочные ранения и был допрошен в разведывательном отделе 4-й германской воздушной армии только через 40 дней после попадания в плен. На допросе не скрывал сведений, которые значились в его записной книжке, попавшей в руки противника, понимая, что фронтовые реалии в корне изменились за это время, и оперативной значимости для немцев эти данные уже не имеют.
Был отправлен в концлагерь, где отказался от вербовки в армию Власова РОА; после чего дважды был приговорён к смерти. В первый раз ему удалось избежать казни при помощи лагерного врача Черкизова, тоже военнопленного, который написал фальшивое заключение о наличии у Меркушева туберкулёза; во второй раз Меркушеву дали документы (номер) другого умершего узника концлагеря и разместили в другом бараке концлагеря города Вайдан; таким образом, Василий Афанасьевич перестал существовать для гестапо. 23 апреля 1945 года лагерь освободили американские войска.

### После войны
После войны продолжал службу в ВВС. Но в 1949 г. он был арестован: американцы передали СССР архив, где находился протокол допроса Меркушева. Во внесудебном порядке Василий Афанасьевич был осуждён на 10 лет лишения свободы. Он писал в письме на имя Председателя Президиума Верховного Совета СССР К. Е. Ворошилова:
«Не раз меня судьба сталкивала со смертью, но вера в победу охраняла меня. Во время войны я произвёл около 400 боевых вылетов, сбил лично 26 самолётов противника и 3 самолёта в группе. В 1942 году, болея малярией, оставался на боевом посту… Мне неописуемо тяжело оттого, что я поставлен в ряды изменников, трусов и маловеров. Прошу освободить меня от незаслуженного позора и дать мне свободу!»
 — писал он и Сталину, — но безуспешно; освобождён он был только 1 июня 1954 года по амнистии, отсидев 5 лет в Усольском исправительно-трудовом лагере. 

Заключение Главной военной прокуратуры от 1954 года: 
«сведения о дислокации и боевом составе частей, данные Меркушевым немецкому командованию, секретные, но авиакорпус за 15 дней до допроса Меркушева переменил место базирования. Таким образом, сведения не могли быть использованы и не представляли для немецких войск практической ценности».
Василий Афанасьевич Меркушев был освобождён из-под стражи; ему вернули звание Героя Советского Союза, «Золотую Звезду», 2 ордена Ленина, ордена Красного Знамени, Красной Звезды, восстановили воинское звание — подполковник запаса.
Как признавал сам Меркушев, единственное в чём он был виноват, это в хранении в своей записной книжке данных, которые не должны были там находиться.
С 1954 года подполковник А. М. Меркушев — в запасе. В 1954—1955 годах Меркушев работал начальником Ижевского автомотоклуба. С 1965 года — пенсионер. Жил и работал в Ижевске. Умер 20 августа 1974 года в Ижевске. Похоронен на Хохряковском кладбище.

## Полная реабилитация
Полностью реабилитирован 23 октября 2002 года Главной военной прокуратурой, через 28 лет после смерти. Из заключения о реабилитации по архивному делу № Р-428:
«Изучением уголовного дела установлено, что решение об отмене постановление Особого совещания в целом является обоснованным, однако дело в отношении Меркушева прекращено по нереабилитирующим основаниям неправильно, поскольку в его действиях не усматривается признаков контрреволюционного преступления. Меркушев на допросах хотя и признал себя виновным в инкриминируемом деянии, однако пояснил, что сведения о дислокации и боевом составе частей и соединений 1-го Гвардейского ШАК он сообщил немцам, рассчитывав на то, что с момента его пленения до допроса прошло полтора месяца и за это время линия фронта сильно изменилась, а значит, изменились дислокация и боевой состав частей авиакорпуса. По ряду вопросов, в частности о местах расположения аэродромов, он давал немцам заведомо ложные сведения, а по вопросу о резервах явно преувеличивал показания, стараясь подчеркнуть их неисчерпаемость и мощь советского государства.
Он также показал, что отказывался подписывать показания, но был вынужден это сделать, так как был сильно истощён голодом и побоями. В плену был верен Родине и отверг неоднократные предложения немцев вступить в Русскую освободительную армию (РОА) Власова…

При таких обстоятельствах следует прийти к выводу, что действия Меркушева не были совершены в ущерб военной мощи СССР, его государственной независимости или неприкосновенности его территории, и поэтому они не содержат состава преступления, предусмотренного ст. 58-1 п. „б“ УК РСФСР. С учётом изложенного, на основании п. „б“ ст. 3 и ч. 2 ст. 8 Закона РФ от 18.10.91 г. „О реабилитации жертв политических репрессий“ Меркушева Василия Афанасьевича следует считать реабилитированным».

## Награды
- Медалью Золотая Звезда (02.09.1943),
- орденами:
  - двумя орденами Ленина (17.06.1943 и 02.09.1943),
  - орденом Красного Знамени (21.01.1944),
  - орденом Красной Звезды (1957),
- медали.

## Память
- Именем В. А. Меркушева названа улица в селе Сюмси.
- На Хохряковском кладбище Ижевска над могилой Меркушева на Аллее Героев установлен надгробный памятник.
- На приз Героя Советского Союза Меркушева проводятся ежегодные лыжные гонки[5].
- 7 мая 2015 года в открыта мемориальная доска Меркушеву Василию Афанасьевичу. Доска была установлена на стене дома, где он жил (Ижевск, пл. 50-летия Октября)[6].
- В 2020 году на месте дома, в котором родился В. А. Меркушев, установлена мемориальная плита[7]

## Интересные факты
- Режиссёром Леонидом Быковым при создании известного фильма «В бой идут одни старики» были использованы воспоминания одного из «стариков», воевавших под началом Меркушева, С. Д. Луганского . Так, фронтовой эпизод, сыгранный Быковым, в котором его герой, летавший на разведку на трофейном немецком самолёте, был сбит, а затем сам персонаж был избит нашими пехотинцами, на самом деле произошёл с Меркушевым. Хотя в первых изданиях своих мемуаров Луганскому пришлось заменить фамилию командира.
- Василий Афанасьевич Меркушев любил повторять:

— Сначала «сталинским соколом» величали, а потом пустили зёрнышком промеж сталинских жерновов…

## Комментарии
1. ↑  Деревня Кучей, относившаяся к Сюмсинской волости Малмыжского уезда, в последующем входила в состав Гуртлудского сельсовета Сюмсинского района[1]; исключена из учётных данных в 1982 году[2].